# Philomaten

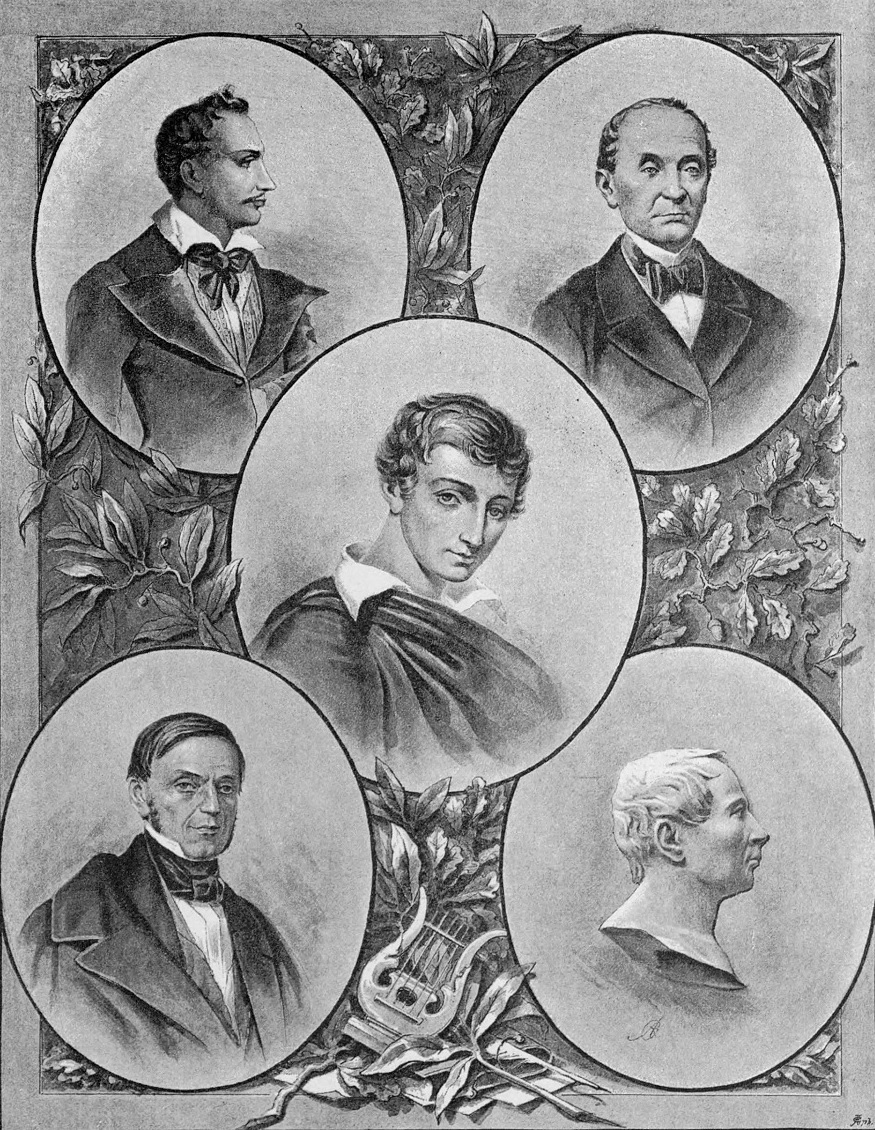
Philomaten und Philareten Tomasz Zan, Ignacy Domeyko, Adam Mickiewicz, Antoni Edward Odyniec, Jan Czeczot – Collage, Warschau 1889

Die Gesellschaft der Philomaten (polnisch Towarzystwo filomatów) war eine studentische Untergrundvereinigung in Wilna (Vilnius) von 1817 bis 1823. Sie trat für eine stärkere polnische Selbstständigkeit im Russischen Reich ein und wurde verboten.
Ab 1830 entwickelten sich in der preußischen Provinz Westpreußen einige Schüleruntergrundbewegungen mit ähnlichen Zielen.

## Geschichte
Société philomatique
In Paris gab es seit 1788 eine Philomatische Gesellschaft (Société philomatique), die sich der Pflege der Wissenschaften und der Forschung verschrieb.
Daraus entwickelten sich regionale Organisationen, die teilweise bis in die Gegenwart bestehen.
Philomaten in Vilnius
An der Kaiserlichen Universität Wilna gründete sich 1817 eine Gesellschaft der Philomaten, die Wissen und Wissenschaften nutzen wollten, um ein stärkeres polnisches Nationalbewusstsein zu schaffen und eine größere politische Selbstständigkeit im Russischen Kaiserreich zu erreichen. Dieser gehörten einige wichtige Intellektuelle wie der Dichter Adam Mickiewicz an.
Trotz der eher idealistischen Ausrichtung der Mitglieder, die kaum als aktive Widerstandskämpfer auftraten, kam es zur Repression und Verfolgung durch die russischen Behörden, die 1823 zum Verbot der Organisation führte.
Philomaten in Westpreußen
Seit 1830 bildeten sich vor allem an Gymnasien in Westpreußen geheime Organisationen polnischer Schüler, welche die gleichen Ziele hatten. In kleineren Städten und auf dem Lande gab es überwiegend polnische Bevölkerung, die sich durch die preußische Germanisierungspolitik und die Behörden benachteiligt fühlte. Diese Organisationen wurden auch von einigen Lehrern  (wie Antoni Chudziński) unterstützt.
Seit etwa 1870 wurde ihre Tätigkeiten erschwert, in einigen Schulen entdeckt und verboten. Trotzdem erhielten sich einige bis zur polnischen Unabhängigkeit 1919/20.

## Mitglieder
- Adam Mickiewicz, polnischer Nationaldichter war das bekannteste Mitglied, der aufgrund seiner Mitgliedschaft in die russische Verbannung geschickt wurde.
- Ignacy Domeyko war einer der jüngsten Mitglieder der Organisation.